# Albert Sala i Moreno
Albert Sala i Moreno   (Terrassa, 15 de juliol de 1981) és un jugador d'hoquei sobre herba català, ja retirat, guanyador d'una medalla olímpica.

## Carrera esportiva
Membre de l'Atlètic Terrassa Hockey Club i del Stichtse Cricket en Hockey Club neerlandès, va participar, als 23 anys, en els Jocs Olímpics d'Estiu de 2004 realitzats a Atenes (Grècia), on va aconseguir guanyar un diploma olímpic en finalitzar quart en la competició masculina d'hoquei sobre herba. En els Jocs Olímpics d'Estiu de 2008 realitzats a Pequín (República Popular de la Xina) va aconseguir guanyar la medalla de plata en arribar a la final de la competició olímpica.
A nivell de clubs guanyà sis Campionats de Catalunya (2003-06, 2010, 2011), dues Copes del Rei (2006, 2010) i quatre Lligues (2004, 2005, 2006, 2010). Entre el 2006 i el 2009 va jugar a l’Stichtse Cricket en Hockey Club holandès.
Al llarg de la seva carrera ha guanyat una medalla de bronze en el Campionat del Món d'hoquei sobre herba i una d'or i una de plata en el Campionat d'Europa.